# Wychbold
Wychbold – wieś w Anglii, w hrabstwie Worcestershire, w dystrykcie Wychavon. Leży 14 km na północny wschód od miasta Worcester i 162 km na północny zachód od Londynu.